# 第31軍 (日本軍)
第31軍（だいさんじゅういちぐん）は、大日本帝国陸軍の軍の一つ。

## 沿革
1944年（昭和19年）2月に編成され、南洋庁の北部支庁管内に配置された南部マリアナ地区集団及び北部マリアナ地区集団、東部支庁管内に配置されたトラック地区集団並びにその他の直轄部隊から構成され総兵力は8万名に及び、中部太平洋方面を作戦地域とした。
司令部をサイパン島に置き、アメリカ軍の侵攻に備えていたが、小畑英良軍司令官のパラオ方面出張中にサイパン島の戦いが開始され、司令官一行はサイパン島に戻ることができずグアム島にて指揮を執ることとなった。

サイパン島の戦いにおいて、帝國陸海軍は決定的敗北を喫し、現地にて司令官の代行として指揮を執っていた参謀長・中将井桁敬治が自決。その後のグアム島の戦いにおいても敗北すると、小畑と井桁の後任の参謀長だった中将田村義富も自決、第31軍司令部は壊滅状態となる。
その後トラック島に駐留していた第52師団を中心に第31軍を再編し、終戦まで現地自活により軍団を存続させることに成功した。
1945年（昭和20年）9月2日、GHQの一般命令第一号に従い小畑の後任の司令官・中将麦倉俊三郎が降伏文書に調印。同年11月11日から翌1946年（昭和21年）2月13日までに陸軍14173人、海軍24524人が神奈川県横須賀市（旧・浦賀町）の浦賀港へ引き揚げ、復員し任務完遂を果たした。

## 軍概要
- 通称号：備
- 編成時期：1944年2月18日
- 最終位置：南洋諸島東部支庁トラック島ウェノ村
- 上級部隊：大本営陸軍部直隷

### 歴代司令官
- 小畑英良 中将：1944年2月25日 -  8月11日グアム島で戦死
- （代）麦倉俊三郎 中将：1944年8月22日 -
- 麦倉俊三郎 中将：1945年1月20日 -

### 歴代参謀長
- 井桁敬治 少将：1944年2月25日 - 7月6日サイパン島で戦死
- 田村義富 少将：1944年7月14日 - 8月11日グアム島で戦死
- 欠員：1944年8月11日 -

### 歴代参謀副長
- 公平匡武少将：1944年6月19日 - 7月18日サイパン島で戦死

### 最終司令部構成
- 司令官：麦倉俊三郎中将
- 高級参謀：伊藤盛逸大佐
- 高級副官：鈴木次郎中佐
- 経理部長：岡林直樹主計大佐
- 軍医部長：大石一朗軍医大佐

### 最終所属部隊
- 第52師団
- 独立混成第50旅団：北村勝三少将(最終位置：メレヨン島)
- 独立混成第51旅団：伊集院兼信少将(最終位置：トラック島)
- 独立混成第52旅団：渡辺雅夫中将(最終位置：ポナペ島)
- 独立混成第9連隊：天羽馬八大佐（終戦時は少将）（最終位置：パガン島）
- 独立混成第10連隊：今川芳男少佐（最終位置：ロタ島）
- 独立混成第11連隊：中村助之大佐（最終位置：エンダービー島）
- 独立混成第13連隊：近森重治大佐（最終位置：ウェーク島）
- 南洋第1支隊：大石千里大佐（最終位置：ミレ島）
- 南洋第2支隊：原田義和少将（最終位置：クサイ島）
- 南洋第4支隊：飛田正武大佐（最終位置：モートロック島）

工兵・船舶関連部隊
- 独立工兵第9連隊：金沢義重中佐
- 船舶工兵第16連隊：恒川政市少佐
- 第58碇泊場司令部：中野潭中佐
- 第60碇泊場司令部：斎藤肇大佐